# Norröna Samfundet
Norröna Samfundet (ursprungligen Nordiska ringen) var ett sällskap dedicerat till forn sed (asatro) som grundades år 2000. 
Gruppen kom att under några år dominera den svenska asatromiljön som den största, utåtriktade organisationen medan Sveriges Asatrosamfund genomgick en period av inaktivitet. De gav också ut tidningen Kvaser. Samfundet var indelat i lokala blotlag som Upplands blotlag och Gotlands blotlag. Under hösten 2005 meddelades på deras hemsida att organisationen lagts ner på grund av bristande engagemang från medlemmarna. 
Norröna Samfundet stod för en mer genealogisk tolkning av asatron och blev kontroversiellt på grund av sin syn på asatrons förhållande till etniciteten.